# Кыргызско-Туматское восстание
Кыргызско-Туматское восстание — восстание енисейских кыргызов, туматов и меркитов против Монгольской империи в 1217-1219 годах.

## История
В 1217 году против монголов восстали тумэты, Чингисхан "приказал отправиться туда Ная-нойону из племени бааринов, но он был болен. Тогда он дослал Борагул-нойона. Монголы жестокими сражениями покорили тумэтов. В одном из сражений погиб Борагул-нойон, гибель такого полководца ударяла по престижу монгольского войска. Во время того как тумэты праздновали смерть Борагула, отправленный Чингисханом Дорбо-Докшин-нойон внезапным ударом обрушился на их пир. Сто семей из числа пленных тумэтов отдали в рабство семейству убитого Борагул-нойона.
Однако силы туматов еще не были сломлены. В следующем, 1218 году ещё одно племя туматов восстали, для покорения Чингисхан потребовал от Енисейских кыргызов войско, но те вдохновившись туматами, войск не дали, и восстали против монголов. Предводителем кыргызов стал Курлун, против него был отправлен монгольский Джучи, который зимой пройдя через лёд в Минусинскую котловину, подчинил кыргызов. Войско Джучи совершило поход в Минусинскую котловину, покорив наряду с кыргызами и племена киштымов, "пройдя... реку Кянь и вниз по ней. Покорил кэргисы, ханьхасы, теляньу, кэшдими, хоин и ирган роды." Во время этого "похода и возвращения" Джучи-хан прошел по землям "племен (урасут, теленгут, куш- теми), страна которых "была расположена по ту сторону киргизов, (на расстоянии) около одного месяца пути".